# Cluzobra elpidia
Cluzobra elpidia är en tvåvingeart som beskrevs av Dalton de Souza Amorim och Oliveira 2008. Cluzobra elpidia ingår i släktet Cluzobra och familjen svampmyggor. Inga underarter finns listade i Catalogue of Life.